# Trattato di Crépy
Il trattato di Crépy-en-Laonnois (a volte citato come pace di Crépy o tregua di Crépy) fu il trattato firmato nella odierna Crépy il 18 settembre 1544 tra Francesco I di Francia e Carlo V d'Asburgo imperatore del Sacro Romano Impero.
Questo trattato sancì un armistizio nelle guerre italiane combattute dal 1521 dai francesi per il dominio sulla penisola, osteggiato dall'imperatore asburgico per l'importanza che questo campo di battaglia rivestiva per il controllo del continente.
Il trattato riconobbe alla Francia il dominio sul Piemonte dei Savoia e a Carlo V quello sulla Lombardia. Questa soluzione, dettata più dalla lunghezza logorante della guerra che dalla volontà di riappacificazione dei due contendenti, non portò infatti un termine della contesa che vedeva la Francia sempre ambire a queste terre.
Il trattato avrebbe dovuto essere suggellato dal matrimonio fra il duca d'Orléans, terzogenito di Francesco I, ed una principessa della casata d'Asburgo (la figlia di Carlo V Maria oppure Anna d'Austria, nipote dell'Imperatore); la prematura morte del duca d'Orléans nel 1545 fece naufragare l'accordo e consentì la ripresa delle ostilità fra il Regno di Francia e l'Impero Spagnolo, che si protrarranno fino al 1559, anno della pace di Cateau-Cambrésis.